# Ramón Rengifo Cárdenas

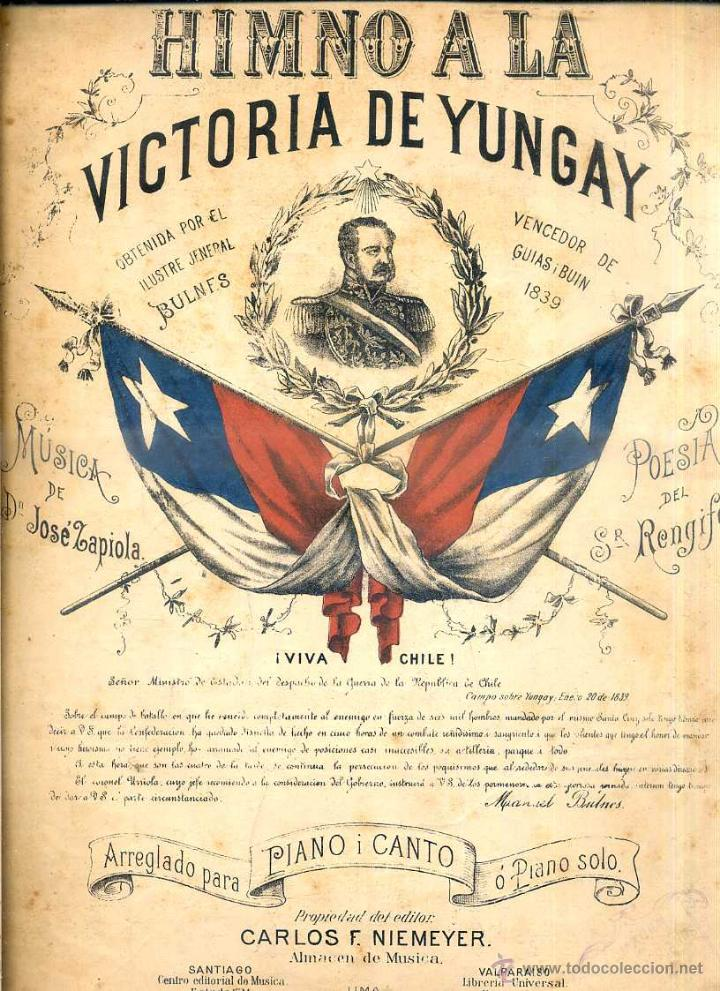
Portada partitura Himno de Yungay.

Ramón Rengifo Cárdenas (Santiago, 1795-ibídem, marzo de 1861) fue un político chileno.

## Biografía
Hijo de Francisco Javier Rengifo Ugarte y de Ana Josefa Cárdenas e Izarra (ver linaje Rengifo Chile). Estuvo casado con Juana Font Molina. Se dedicó inicialmente al comercio y al periodismo, posteriormente ingresó al mundo político de la mano de los conservadores. 
Conocido como uno de los padres de la libertad de prensa en Chile, por su incipiente defensa a la libertad de imprenta (ver Piwonka Gonzalo).
Fue escritor y poeta; se dedicó a las actividades periodísticas, aunque sólo ocasionalmente. Fue propietario de una imprenta que llevó su nombre, y en la que editó muchos periódicos, como, El Rol del Policía, La Aurora del año 27, El Clamor del Pueblo Chileno, El Hambriento, El Mercurio Chileno, El Almirez, El Constituyente, El Pararrayo, El Antifen, El Andino Imparcial, El Curioso de la Ventana, El Cura Monardes, El Sufragante, El Céfiro de Chile, La Voz de la Justicia, El Periodiquito, La Estafeta de Santiago y El Popular. 
Posteriormente le cambió nombre a su imprenta y le colocó "La Opinión", manteniendo su propiedad. En esta época se publicó en ella, La Opinión, El Juicio y El Araucano; además, colaboró en el Philopolita; uno de los principales defensores de la libertad de imprenta.
Elegido diputado suplente por Ovalle, pero no ocupó nunca la titularidad, la que pertenecía a su hermano Manuel. Miembro de la Convención que aprobó y firmó la Constitución de la República Chilena jurada y promulgada el 25 de mayo deConstitución Política de la República de Chile de 1833.
Fue el autor de la letra del «Himno de Yungay» (1839), que simboliza al roto chileno en su triunfo sobre la Confederación Perú-Boliviana; la música de esta pieza es de José Zapiola Cortés. A su hermano Manuel le dedicó una Memoria biográfica (http://libros.uchile.cl/index.php/sisib/catalog/book/158). 
Fue Ministro del Ministerio del Interior y ministro del Interior y de Relaciones Exteriores en septiembre de 1841. 
Diputado por Talca y Curepto en 1843, reelegido a la Cámara de Diputados en 1846, esta vez por Ovalle, en 1849 por Rere y Puchacay y en 1852 por Rancagua. Secretario del Congreso en 1849.